# Burmilla
Burmillan är en kattras som uppstått ur en korsning mellan raserna burma och chinchillaperser. Resultatet är en korthårig katt med chinchillapersens silvertippade päls, och ett utseende som påminner om burmans. Den tippade pälsen, som är rasens främsta kännetecken, innebär att den största delen av pälsen är vit och endast de yttre hårspetsarna är färgade, vilket ger pälsen ett sammetslikt eller silverskimrande utseende. Rasen godkändes 1994 av FIFe.